# Jiří Huška
Jiří Huška (* 27. ledna 1988, Brno, Československo) je český fotbalový obránce, momentálně působící v týmuAC Lelekovice.

## Klubové statistiky
Aktuální k 26. května 2012
| Sezona | Klub                | Země  | Soutěž  | Zápasy | Góly |
| ------ | ------------------- | ----- | ------- | ------ | ---- |
| 06/07  | 1. FC Brno B        | Česko | MSFL    | 1      | 0    |
| 07/08  | 1. FC Brno B        | Česko | MSFL    | 16     | 2    |
| 08/09  | 1. FC Brno          | Česko | 1. liga | 3      | 0    |
|        | 1. FC Brno B        | Česko | MSFL    | 22     | 0    |
| 09/10  | 1. FC Brno          | Česko | 1. liga | 11     | 0    |
|        | 1. FC Brno B        | Česko | MSFL    | 1      | 0    |
| 10/11  | FC Zbrojovka Brno B | Česko | MSFL    | 3      | 0    |
| 11/12  | FC Zbrojovka Brno B | Česko | MSFL    | 19     | 0    |
|        | celkem              |       |         | 76     | 2    |